# Ратайзер-Ротем Сімха
Сімха Ротайзер-Ротем, псевдонім — Казик (пол. Symcha Ratajzer-Rotem; 10 лютого 1924, Варшава, Польща — 22 грудня 2018) — один з учасників Повстання у Варшавському гетто, член Єврейської бойової організації, учасник єврейського руху опору під час Другої світової війни, почесний громадянин Варшави.

## Біографія
Сімха Ротайзер-Ротем був членом молодіжної сіоністської організації Акиба та Єврейської бойової організації. Під час повстання в гетто находився в загоні Ханоха Гутмана. 1 травня 1943 року перебрався за межу гетто, щоб вступити в контакт з загоном, керованим Ицхаком Цукерманом. Після придушення повстання в ніч з 7 на 8 травня перебрався на територію гетто для пошуку залишившихся в живих бійців Єврейської бойової організації. В ніч з 9 травня на 10 травня разом з польськими робочими каналізаціонної служби вивів через каналізацію за межі гетто загін в складі близько 30 чоловік. Цей загін сховався в лісах поряд міста Ломанки поблизу Варшави.
В серпні 1944 року Сімха Ротайзер-Ротем брав участь у Варшавському повстанні у складі загону Армії людової. В січні 1945 року був відправлений разом з Іриною Голблюмв Люблин, щоб встановити зв'язки з тимчасовим польським урядом.
Після війни Сімха Ротайзер-Ротем брав участь у діяльності підпільної організації Бриха. У листопаді 1946 року перебрався до Палестини, де поселився в Єрусалимі.
У квітні 2008 року взяв участь у святкуванні 65-й річниці повстання у Варшавському гетто.

## Нагороди
- Орден Відродження Польщі 1 ступеня;
- Орден «За заслуги перед Польщею» 5 ступені;
- Золота медаль Війська Польського.